# 福島県旗
福島県旗（ふくしまけんき）は、日本の都道府県の一つ、福島県の旗。本項では、旗に図示されている福島県章（ふくしまけんしょう）についても併せて解説する。

## 概要

福島県章

旧福島県職員団章（1956年制定）

旧福島県旗（1951-1968年）

現在の県章と県旗は、1968年（昭和43年）が明治百年に当たることを記念して県内で行われた各種事業の一環として一般公募を実施し、採用されたデザイン案を基に同年10月23日の県告示「福島県章及び福島県旗」（昭和43年福島県告示第1067号）で制定された。平仮名の「ふ」を円形に図案化し、県民の融和と団結・県勢の着実な前進を表している。また、図案を作成した椎名淳子によると桃をイメージした形であるとしている。
県旗はあかみだいだい色を地色に、白抜きの県章をやや左上に配置している。

### 旧職員団章
現在の県章を制定する以前は、1956年（昭和31年）に公募を経て制定された県職員団章が県章に代えて使用される場合があった。「福」の旧字体を円形にデザインされた中央に、「県」の旧字体を配したものである。

### 旧県旗
初代の県旗は、福島県・宮城県・山形県が共同開催する1952年（昭和27年）の第7回国民体育大会（東北3県国体）に合わせ、開催前年の1951年（昭和26年）に公募を実施して同年8月4日に制定された。
デザインの意味は、磐梯山のシルエットに抱かれる形で県名（旧字体）を朱書して躍進する県民の希望を象徴したものである。

## イメージデザイン

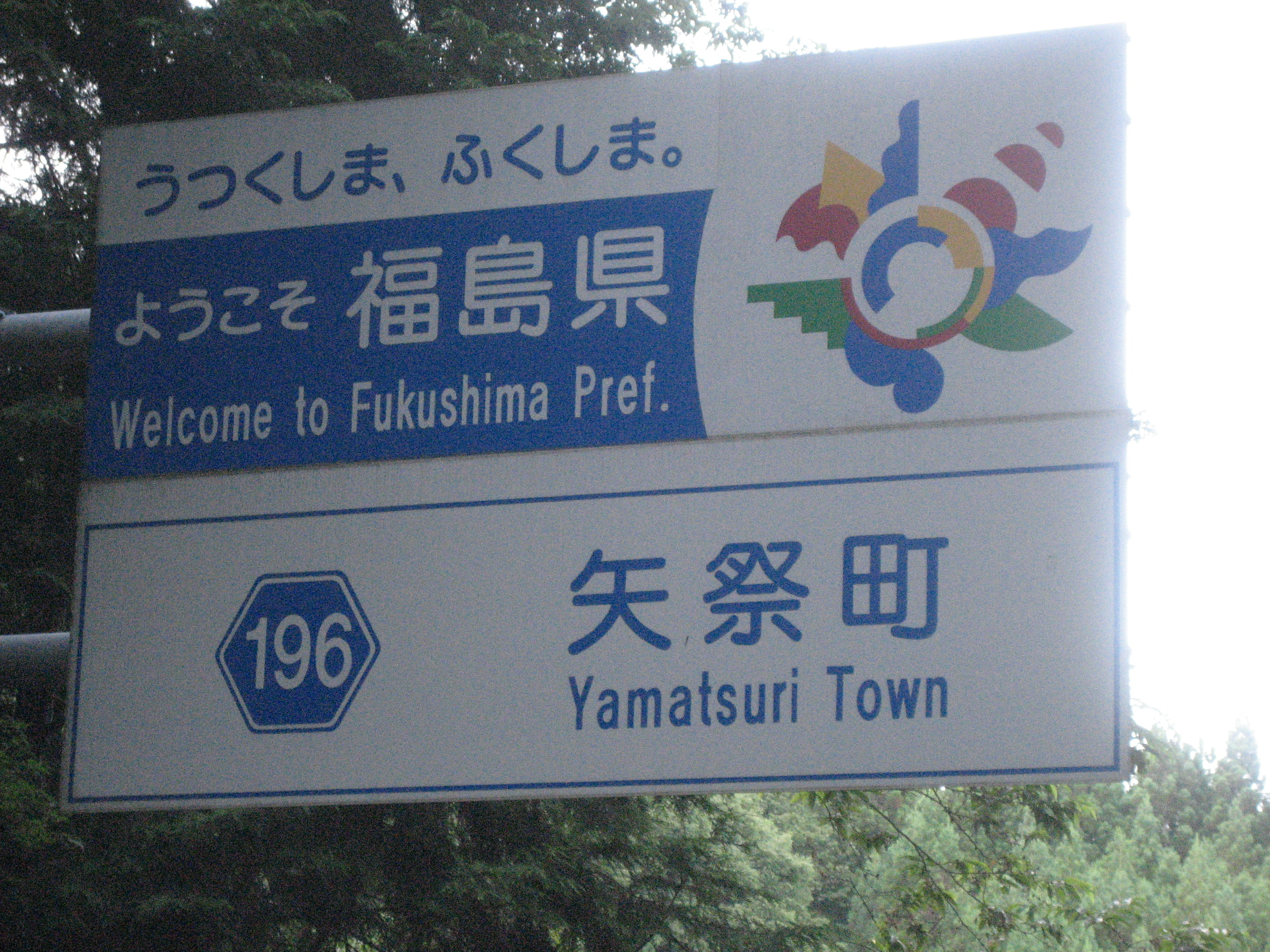
カントリーサインにおけるイメージデザイン使用例

1991年（平成3年）3月にキャッチフレーズ「うつくしま、ふくしま。」と共に制定され、県の公式サイトや道路に設置するカントリーサインでは県章に代えて多用されている。
県の空・海・湖沼・河川の青、豊かな自然とまちの緑、明るく輝く太陽の赤、人々の笑い声や美しい心の黄色が一つになってコミュニケーションの輪を形成して花を咲かせるイメージでデザインされており、「未来」の花言葉が添えられている。